# Kealoha Pilares
Kealoha Pilares (Honolulu, 20 febbraio 1988) è un giocatore di football americano statunitense che gioca nel ruolo di wide receiver. Fu scelto nel corso del quinto giro (132º assoluto) del Draft NFL 2011 dai Panthers. Al college ha giocato a football all'Università delle Hawaii.

## Carriera professionistica

### Carolina Panthers
Pilares fu scelto nel corso del giro del Draft 2011 dai Carolina Panthers. Nella sua stagione da rookie disputò 12 partite, nessuna delle quali come titolare, agendo principalmente da ritornatore nei kickoff e segnando anche un touchdown durante questa fase del gioco nella gara del 20 novembre contro i Detroit Lions, partita in cui stabilì il record di franchigia con 101 ritornate.

## Statistiche
| 2011 | Carolina Panthers | 12 | 0 | 0 | 0 | 0,0 | 0 | 0 | 23 | 590 | 25,7 | 101 | 1 |